# Both Sides, Now
«Both Sides, Now» — песня авторства канадской певицы Джони Митчелл.
Первым исполнителем, выпустившим запись этой песни, стала фолк-певица Джуди Коллинз. Песня сначала вышла на её альбоме Wildflowers (1967), а в 1968 году была выпущена отдельным синглом и стала хитом, добравшись до 8 места в США (в «Горячей сотне» журнала «Билборд»). Кроме того, песня была отмечена «Грэмми» в категории «Лучшее исполнение в жанре фолк» за 1968 год.
Для Джони Митчелл эта песня стала первым хитом в карьере (в данном случае как для автора).
Сама Джони Митчелл потом тоже эту песню записала и включила в свой альбом 1969 года Clouds.
В 2004 году журнал Rolling Stone поместил песню «Both Sides, Now» в исполнении Джони Митчелл на 170 место своего списка «500 величайших песен всех времён». В списке 2011 года песня находится на 171 месте.
Кроме того, в 2003 году оригинальный сингл Джуди Коллинз с этой песней (вышедший в 1968 году на лейбле Elektra Records) был принят в Зал славы премии «Грэмми».